# 카롤루스 파르불루스
샤를 3세(Charles III) 또는 샤를 소년왕(Charles the Child, Charles le Enfant, Karl das Kind, Karolus puer, 846년? ~ 866년 9월 29일)은 카롤링거 왕조 출신 아키텐의 군주였다. 서프랑크의 왕 대머리왕 카를 2세의 아들이다.
855년 10월부터 피핀 2세와 경쟁하는 아키텐의 왕이었고 죽기 2년전부터는 단독으로 아키텐을 지배했다. 그러나 그는 실권이 없는 군주였다. 미혼이라는 뜻의 카를 푸에(Karolus puer)라고도 부른다.

## 생애
846년 서프랑크의 브로슈에서 태어났으며 그는 서프랑크의 왕 샤를 대머리왕와 왕비 오를레앙의 이르멘가르트의 둘째 아들이자 루이 말더듬이의 형이다. 838년 삼촌인 피핀이 죽자 샤를의 아버지 대머리왕 샤를은 아키텐의 왕위를 주장하였다. 아버지 대머리 샤를은 자신의 아버지인 경건왕 루트비히가 아키텐을 자신에게 주려 했었다는 이유로 아키텐에 대한 영유권을 주장해왔다. 아버지 대머리왕 샤를은 젊은 조카 피핀을 체포하여 구금시키고, 독일인 루트비히의 반발도 무마시킬 겸, 아키텐 분리주의를 막기 위해 처음에는 그 대신으로 독일왕 루트비히의 아들인 조카 소 루트비히를 그 자리에 앉히려고 하였다. 그러나 소 루트비히가 아키텐으로 올 수 없게 되자, 명목상 왕으로 자신의 둘째 아들인 샤를을 855년 10월 15일 리모주에서 부르주 대주교 라울 부르주의 집전 하에 기름부음 받게한 뒤 아키텐의 왕으로 세웠다. 그러나 피핀 2세는 탈옥하여 동프랑크 왕국으로 건너간다.
아키텐의 귀족들은 서프랑크 왕국으로부터 독립하기를 원했고 855년 10월 피핀 1세의 아들 피핀 2세를 왕으로 추대하였다. 피핀 2세가 탈출했을 때 아키텐의 귀족들은 피핀을 왕이라 선언했다. 피핀은 864년 다시 붙잡혀 투옥되어 죽을 때까지 귀족들의 지지를 받으며 아키텐의 왕으로 있었다. 샤를은 864년 피핀 2세가 체포된 뒤에나 리모주에서 아키텐의 왕위에 오를 수 있었다. 이전의 아키텐의 왕들과는 달리 이 샤를은 실권이 전혀 없는 왕이었다. 그에게는 어떤 수도원이나 성당을 처분할 권한도, 왕궁의 재산을 처분할 권한도 없었다.
샤를은 성장해감에 따라서 스스로의 주권을 행사하려 하였다. 샤를은 862년에 아버지의 뜻에 거슬러 백작 훔베르트의 미망인으로 이름을 알 수 없는 여성과 결혼했으나 이듬해 이혼했다. 그가 훔베르트의 미망인과 결혼했을 대 대머리왕 샤를은 아내를 버리고 자신에게 충성할 것을 강요했지만 그는 듣지 않았다. 865년 아키텐의 일부 귀족들에 의해 결혼이 인정되었지만 자녀는 없었고, 곧 도로 헤어졌다.
864년 3월 아키텐의 피핀 2세가 노르만 용병들을 고용해 아키텐을 침공, 푸아투와 툴루즈를 점령했다. 그해 6월 푸아투의 레녹스 백작이 피핀을 사로잡아 대머리 카를에게 넘긴다.
865년 부왕 대머리 카를의 궁정으로 소환되었다가 그해 5월 다시 아키텐으로 보내졌다.
866년에 모의 전투를 하던 중, 말위에서 머리 혹은 이마에 칼을 맞고 땅에 떨어졌다. 소년샤를은 심하게 멍이 들었는데, 이후 정신적으로 무능력하게 변하였다. 그해 샤를은 후계자 없이 사고 후유증으로 간질을 앓다가 뷔장케에서 죽었다. 시신은 부르쥬의 성당에 매장되었다. 이후 아키텐은 그의 형제 루이 2세의 차지가 되었다.
그가 아버지 대머리왕 카를에 의해 아키텐의 명목상 분국왕에 봉해지면서 아키텐은 일시적으로 서프랑크 왕국의 영향력 하에 들어왔지만, 루이 말더듬이 재위기간 중 노르만 및 무슬림의 잦은 침입으로 카롤링거 왕조는 아키텐에 대한 통치력을 상실하게 된다.

## 같이 보기
- 아키텐
- 루이 2세

## 참고 자료
- Ernst Dümmler: Die Chronik des Abtes Regio von Prüm. Europäischer Geschichtsverlag, ISBN 3-7340-0647-3, S. 48